# Ihsan Haddad
Ihsan Nabil Farhan Haddad (arab. إحسان نبيل فرحان حداد; ur. 5 lutego 1994 w Irbidzie) – jordański piłkarz grający na pozycji pomocnika. Od 2023 jest zawodnikiem klubu Al-Faisaly Amman. Występuje też w reprezentacji Jordanii, z którą zdobył srebrny medal na Pucharze Azji 2023.

## Kariera piłkarska
Swoją karierę piłkarską Haddad rozpoczął w klubie Al-Arabi Ibrid, w którym w 2011 roku zadebiutował w pierwszej lidze jordańskiej. W sezonie 2014/2015 grał w Al-Ramtha SC, w sezonie 2015/2016 - w Al-Hussein Irbid, a w sezonie 2016/2017 - ponownie w Al-Ramtha SC. W sezonie 2017/2018 był zawodnikiem Al-Wehdat Amman, z którym wywalczył mistrzostwo kraju. W 2018 przeszedł do Al-Faisaly Amman. Potem grał także w Al-Quwa Al-Jawiya i Al-Shorta SC. W 2023 powrócił do Al-Faisaly.

## Kariera reprezentacyjna
W reprezentacji Jordanii Haddad zadebiutował 16 czerwca 2016 w wygranym 3:0 towarzyskim meczu z Trynidadem i Tobago. W 2019 roku został powołany do kadry na Puchar Azji. W 2023 znalazł się w składzie Jordanii na Puchar Azji 2023. Jordania osiągnęła tam historyczny sukces, zajęła drugie miejsce. W większości meczów wychodził w pierwszym składzie jako kapitan.